# Ebenezer Elliott

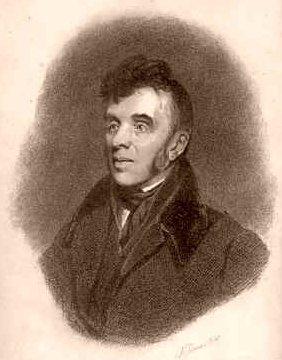
Ebenezer Elliott

Ebenezer Elliott (* 17. März 1781 in Masborough, Yorkshire; † 1. Dezember 1849 in Houghton bei Barnsley) war ein englischer Lyriker.
Elliott wurde in Masborough, Yorkshire, geboren. Sein Vater betrieb eine Eisenhandlung und war ein fanatischer Calvinist. 
Nach dem Besuch mehrerer Schulen trat er mit 16 Jahren in das Geschäft seines Vaters ein, ohne seine autodidaktischen Studien der Botanik und der Literatur zu vernachlässigen. Für seine Arbeit erhielt er allerdings nur ein kleines Taschengeld. Mit siebzehn verfasste er sein erstes Gedicht Vernal Walk und einige Gedichtbände, die kein großer Erfolg waren. 
Nach seiner Heirat steckte auch seine Frau einiges Geld in die Eisenhandlung ihres Schwiegervaters. Die Firma ging dennoch bankrott, was den Tod seines Vaters beschleunigte. Als Elliot vierzig war, war er deshalb gezwungen, geschäftlich nochmals von vorne anzufangen. Mit einem kleinen Darlehen gründete er 1821 erneut eine Eisenhandlung in Sheffield und hatte mit ihr innerhalb kurzer Zeit ein beachtliches Vermögen erwirtschaftet. Elliott führte die früheren wirtschaftlichen Schwierigkeiten auf die Getreidegesetze (corn laws) zurück, die den freien Handel zu Gunsten englischer Großgrundbesitzer verhinderte. Er schloss sich deshalb der Chartisten-Bewegung an, deren Ziel es war, die Getreidegesetze abzuschaffen.
Dieses politische Engagement veränderte auch Ziel und Stil seiner Lyrik. Die Corn Law Rhymes (drei Auflagen bis 1831) verliehen der Wut über diese Gesetze in einfacher und kraftvoller Sprache Ausdruck. Ein weiterer Schwerpunkt seines Schaffens wurde die Beschreibung der Arbeitswelt der Stahlarbeiter. 
1841 löste er sein Geschäft in Sheffield auf und konnte sich finanziell gesichert nach Houghton bei Barnsley zurückziehen, wo er 1849 starb. 
1850 erschienen zwei Bände mit More Prose and Verse by the Corn-Law Rhymer. Dem gewöhnlichen Schicksal politischer Poesie entging sein Werk durch ihre Popularität, die bis ins vorige Jahrhundert anhielt. Seine Verse gelten fast als Volkslieder.